# Saʿd al-Faqīh
Saʿd al-Faqīh (arabisch سعد الفقيه‎; * 2. Februar 1957 in Zubair, Irak) ist ein muslimischer saudi-arabischer Dissident und Gründer des Movement for Islamic Reform in Arabia (MIRA). Er lebt im Exil in London und ist Kritiker des saudischen Königshauses.

## Leben und politische Aktivitäten
Saʿd al-Faqīh stammt aus dem Nadschd, verbrachte aber die erste Zeit seines Lebens im Irak. Seine Familie kehrte erst 1974 nach Saudi-Arabien zurück. Von 1974 bis 1981 besuchte er die medizinische Schule in Riad. 1978 und 1988 unternahm er jeweils eine Reise nach Großbritannien. Ab Ende der 1980er Jahre war er als Professor für Chirurgie an der König-Saud-Universität tätig. Nachdem er im Mai 1993 zusammen mit Muhammad al-Masʿarī das oppositionelle Komitee zur Verteidigung legitimer Rechte – nach seinem englischen Namen "Committee for the Defense of Legitimate Rights" meist als CDLR abgekürzt – gegründet und mehrfach die saudische Führung kritisiert hatte, wurde er 1994 verhaftet.
Nach seiner Freilassung reiste er nach England aus und eröffnete dort CDLR neu. Nach einem Zerwürfnis mit Muhammad al-Masʿarī verließ er das CDLR 1996 und gründete seine eigene Oppositionsbewegung Movement for Islamic Reform in Arabia (MIRA). Sie tritt für Gewaltenteilung, Meinungsfreiheit und Frauenrechte ein, Dinge, die die MIRA der saudischen Regierung abspricht. Die Gruppe rief im Jahr 2003 zu einer Demonstration in Saudi-Arabien auf, bei der von der saudischen Polizei über 350 Menschen verhaftet wurden. Berichten der britischen BBC zufolge wurde al-Faqih im gleichen Jahr Opfer eines Anschlags. Zwei Männer suchten ihn in seiner Wohnung auf und verletzten ihn mit Messerstichen am Bein; die Wunde musste im Krankenhaus behandelt werden. Die Männer sollen beim Verlassen der Wohnung gesagt haben: „Fass das als Botschaft der saudischen Regierung auf“.

## Terrorismusvorwürfe
Im Dezember 2004 stufte die US-Regierung al-Faqih als Terrorist ein; sie unterstellte ihm finanzielle Unterstützung der al-Qaida-Organisation, was al-Faqih jedoch abstritt: Die US-Regierung habe diesen Schritt unternommen, weil al-Faqih kritisch gegenüber dem Saudi-Regime eingestellt ist. Die in Israel ansässige Gruppe Sofir (Society for Internet Research) zur Beobachtung von islamistischen Extremisten beschuldigt al-Faqih, die kontroverse Website der al-Qalʿa (arabisch القلعة) geführt zu haben, auf der militante Islamisten unter anderem die Terroranschläge am 7. Juli 2005 in London angekündigt haben. Al-Faqih dementiert diese Behauptung; sie diene lediglich dem Zweck, seinen Ruf zu schädigen.
Zudem soll al-Faqih Kontakte zu Osama bin Laden gepflegt und seine für die Terroranschläge am 11. September 2001 eingesetzten Terrorkämpfer in afghanischen Camps betreut haben.

## Belege
1. ↑  Vgl. Fandy: Saudi Arabia and the Politics of Dissent. 1999, S. 152.
2. ↑  Vgl. Fandy: Saudi Arabia and the Politics of Dissent. 1999, S. 154.
3. ↑  Vgl. Fandy: Saudi Arabia and the Politics of Dissent. 1999, S. 155.
4. ↑  Vgl. Fandy: Saudi Arabia and the Politics of Dissent. 1999, S. 118.

| Personendaten    | Personendaten                                                         |
| ---------------- | --------------------------------------------------------------------- |
| NAME             | Faqīh, Saʿd al-                                                       |
| ALTERNATIVNAMEN  | Faghi, Sa'ad Al-; Fagih, Sa'ad Al-; Fakih, Sa'ad Al-; Faki, Sa'ad Al- |
| KURZBESCHREIBUNG | arabischer Reformer                                                   |
| GEBURTSDATUM     | 2. Februar 1957                                                       |
| GEBURTSORT       | Zubair, Irak                                                          |